# Akai (Vorname)
Der Vorname Akai stammt ursprünglich von den Blackfoot-Indianern Nordwest-Amerikas, wo er einen gebräuchlichen männlichen Vornamen repräsentiert. Dort bedeutet er so viel wie „Old Swan“ oder „Der Weise“. 
Der Blackfoot-Häuptling Akai Mokti entwarf um 1800 die erste verwertbare Landkarte des Verbreitungsgebietes der damaligen Blackfoot-Indianer, die heute in der Provinz Alberta (Kanada) und im Bundesstaat Montana (USA) liegen. Die Karte diente Anfang des 19. Jahrhunderts als Grundlage für eine weitergehende Kartographierung des Gebietes durch die Hudson’s Bay Company, die die Kartographen Lewis and Clark im Zuge der ersten bis zur Westküste der USA reichenden Nordamerika-Expedition 1804–1806 vornahmen.
Heute ist es ein auch in Deutschland eingeführter, wenn auch noch wenig in den einschlägigen Namensverzeichnissen vorkommender Vorname für Jungen, der von den Standesämtern, ggf. unter Vorlage der Quellen, akzeptiert wird (Referenz: Standesamt Friedrichshafen, 2007).